# Nokia X5-01
Il Nokia X5-01 è uno dei cellulari più piccoli prodotti finora dalla marca finlandese.